# 토플료노예 몰로코
토플료노예 몰로코(러시아어: топлёное молоко, 우크라이나어: пряжене молоко, 벨라루스어: адтопленае малако)는 끓인 유제품의 종류이며 러시아, 우크라이나, 벨라루스의 일부 지방에서 유명하다. 토플료노예 몰로코는 우유를 낮은 온도에서 8시간 이상 끓여서 만들어진다. 영어권 등에서는 "구운 우유(영어: baked milk 베이크트 밀크[*])"로 번역하기도 한다.
어떤 지방에서는 밤 동안 우유를 오븐에 넣어두는 방식으로 토플료노예 몰로코를 생산하기도 한다. 이때 만들어진 토플료노예 몰로코는 갈색조의 껍질을 가지고 있다. 장기적으로 우유를 열에 노출시키는 것은 우유의 아미노산과 설탕과의 반응을 촉진시켜서 멜라노이딘이 만들어지게 한다. 멜라노이딘은 우유에 부드러운 색과 카라멜의 맛을 더해 준다.
오늘날에는 마치 요구르트처럼 토플료노예 몰로코가 발효되기도 한다. 데인 우유와 같이 토플료노예 몰로코는 박테리아나 효소로부터 자유로우며 실온에서 40시간이 넘도록 오래 저장될 수 있다. 일부 토플료노예 몰로코는 케이크, 쿠키, 파이 등을 만들 떼 쓰인다.

## 같이 보기
- 바레나야 스구셴카
- 클로티드 크림